# Aléxia Castilhos
Aléxia Tais Willrich Castilhos (Porto Alegre, 13 de fevereiro de 1995) é uma judoca brasileira e medalhista de bronze nos Jogos Pan-Americanos de Lima 2019 na categoria médio (até 70kg). Atleta da equipe Sogipa, do Exército Brasileiro (CDE) e titular da seleção brasileira de judô (CBJ).

## Carreira
O judô se apresentou para Aléxia aos quatro anos, por meio de uma amiga, na Sociedade Gondoleiros, clube da zona norte de Porto Alegre. Com nove anos, recebeu o convite do técnico Antônio Carlos Pereira, o Kiko, para integrar a equipe da Sogipa . Desde então, sua evolução na modalidade foi constante.
Em 2017, após vencer o Campeonato Brasileiro e se consolidar no topo do ranking nacional, passou a integrar a seleção brasileira principal na categoria até 63kg (peso meio-médio). Iniciou 2018 na 146ª posição do ranking mundial e, após um ouro e cinco bronzes no circuito mundial, terminou a temporada como a 26ª melhor judoca do mundo.
No Brasil, foi um dos principais nomes do peso meio-médio (-63kg): bicampeã brasileira (2017 e 2018) e campeã do Troféu Brasil (2019). Conquistas que a credenciaram como titular da categoria.
Em 2019, foi convocada para os Jogos Pan-Americanos de Lima, no Peru . E, logo em seu primeiro Pan, conquistou a medalha de bronze no dia 10 de agosto. Na decisão, Aléxia derrotou a equatoriana Estefanía García com um waza-ari . No mesmo ano, a gaúcha também fez sua estreia no Mundial de Judô. Após lesão da peso ligeiro (até 60kg) Nathália Brígida, Aléxia herdou vaga na competição . No entanto, acabou eliminada na primeira rodada para Gankaich Bold, da Mongólia, por dois waza-aris. .

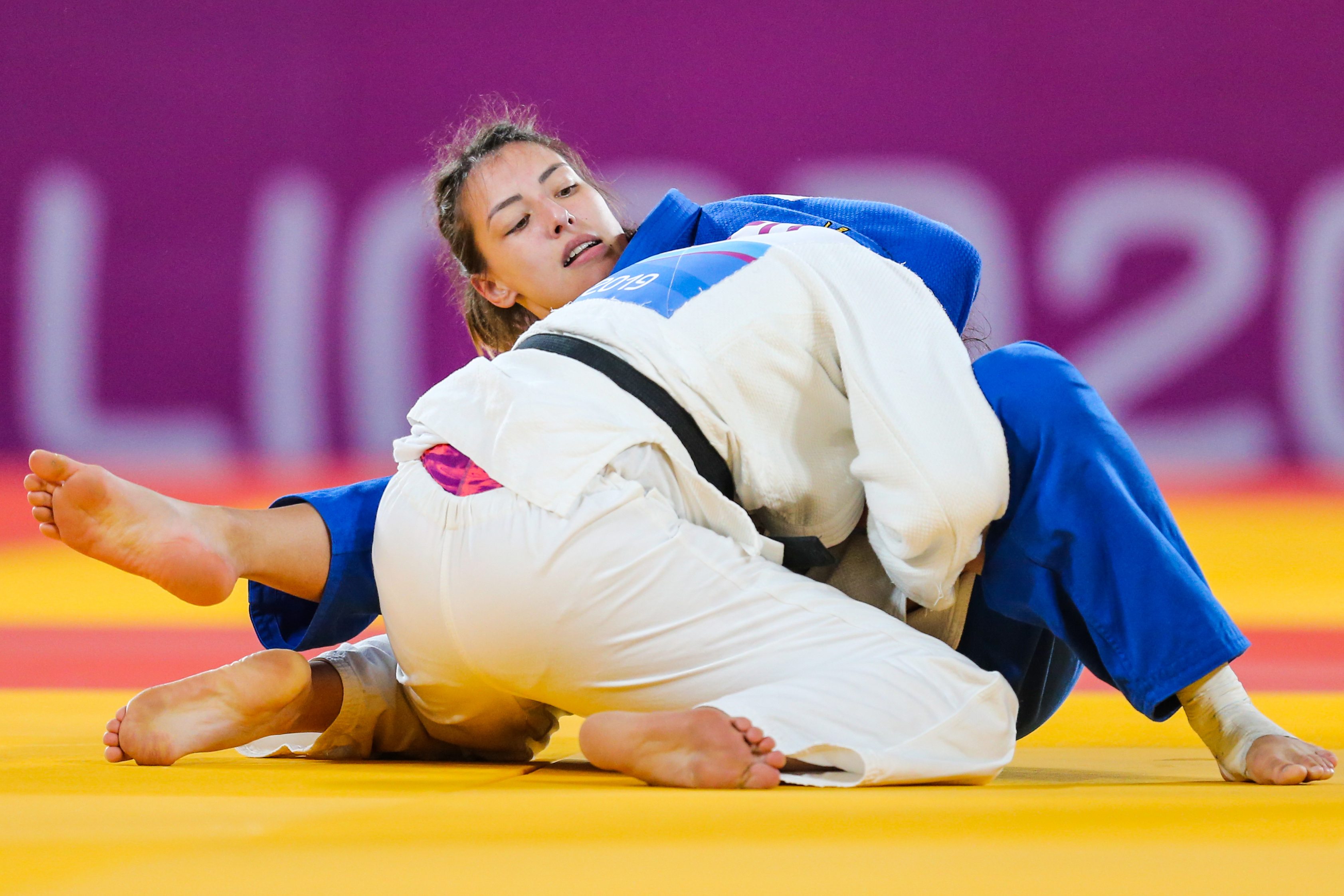
Alexia Castilhos, nos Jogos Pan-Americanos Lima 2019

Em 2020, Aléxia iniciou a temporada com um quinto lugar no Grand Prix de Tel Aviv e ainda mantinha viva sua busca pela vaga olímpica . Após, teve a paralisação por conta da pandemia de coronavírus e uma lesão de grau 3 na coxa, que a deixou de fora de alguns torneios. Situações que prejudicaram a atleta no ciclo de Tóquio 2020.
A judoca voltou a competir apenas em janeiro de 2021 e, em junho, encerrou sua corrida olímpica no Mundial de Judô de Budapeste, na Hungria, quando parou nas oitavas de finais do torneio e não garantiu pontos suficientes para estar em Tóquio — mesmo classificada para a Olimpíada, a gaúcha era a segunda melhor brasileira na categoria e cada país pode levar apenas um atleta por peso para o torneio.
Após um grande hiato devido a lesões e pandemia, Aléxia retornou aos pódios em outubro de 2021 no Mundial Militar de Judô em Paris, na França. A gaúcha conquistou dois bronzes: na categoria até 63kg e por equipes feminina.

## Mudança de categoria
Em 2022, após avaliação com a comissão técnica brasileira, Aléxia trocou de categoria com o objetivo de tentar evitar as muitas lesões que vinha sofrendo. Assim, subiu do peso meio-médio (até 63kg) para o peso médio (até 70kg).

## Conquistas

### 2023
- Ouro no Aberto de Lima, no Peru
- Prata no Aberto da Bahia.
- Bronze no Aberto de Guayaquil, no Equador.

### 2022
- Prata no Troféu Brasil
- Bronze por equipes no Grand Prix do Brasil

### 2021
- Bronze no individual do Mundial Militar de Paris
- Bronze por equipes do Mundial Militar de Paris

### 2019
- Bronze por equipes no Mundial Militar de Wuhan, na China
- Prata no Grand Slam de Brasília
- Ouro no Troféu Brasil
- Bronze nos Jogos Pan-Americanos de Lima, no Peru
- Bronze no Grand Prix de Montreal, no Canadá
- Ouro na Copa Pan-Americana, no Panamá

### 2018
- Ouro por equipes do Mundial Militar do Rio de Janeiro
- Bronze no individual do Mundial Militar do Rio de Janeiro
- Bronze no Grand Prix de Cancún, no México
- Bronze no Grand Prix de Antalya, na Turquia
- Bronze no Pan-Americano de San Jose, na Costa Rica
- Bronze no Grand Prix de Zagreb, na Croácia
- Ouro no Campeonato Brasileiro
- Prata no Troféu Brasil

### 2017
- Ouro no Campeonato Brasileiro
- Prata no Troféu Brasil

## Vida pessoal
Desde 2017, Aléxia namora o também judoca brasileiro Eric Takabatake. O paulista é atleta do Clube Pinheiros, também é titular da seleção brasileira de judô e luta na categoria meio-leve (até 66kg) .

## Exército Brasileiro
Assim como diversos atletas brasileiros, Aléxia é terceira sargento do Exército Brasileiro, integrante da Comissão de Desportos do Exército (CDE), desde 2015.